# KCNMB2
KCNMB2 (англ. Potassium calcium-activated channel subfamily M regulatory beta subunit 2) – білок, який кодується однойменним геном, розташованим у людей на короткому плечі 3-ї хромосоми.  Довжина поліпептидного ланцюга білка становить 235 амінокислот, а молекулярна маса — 27 130.
| 10         |  | 20         |  | 30         |  | 40         |  | 50         |
| ---------- |  | ---------- |  | ---------- |  | ---------- |  | ---------- |
| MFIWTSGRTS |  | SSYRHDEKRN |  | IYQKIRDHDL |  | LDKRKTVTAL |  | KAGEDRAILL |
| GLAMMVCSIM |  | MYFLLGITLL |  | RSYMQSVWTE |  | ESQCTLLNAS |  | ITETFNCSFS |
| CGPDCWKLSQ |  | YPCLQVYVNL |  | TSSGEKLLLY |  | HTEETIKINQ |  | KCSYIPKCGK |
| NFEESMSLVN |  | VVMENFRKYQ |  | HFSCYSDPEG |  | NQKSVILTKL |  | YSSNVLFHSL |
| FWPTCMMAGG |  | VAIVAMVKLT |  | QYLSLLCERI |  | QRINR      |  |            |

A: Аланін

C: Цистеїн

D: Аспарагінова кислота

E: Глутамінова кислота

F: Фенілаланін

G: Гліцин

H: Гістидин

I: Ізолейцин

K: Лізин

L: Лейцин

M: Метіонін

N: Аспарагін

P: Пролін

Q: Глутамін

R: Аргінін

S: Серин

T: Треонін

V: Валін

W: Триптофан

Кодований геном білок за функцією належить до іонних каналів. 
Задіяний у таких біологічних процесах як транспорт іонів, транспорт. 
Локалізований у мембрані.